# Joe Harris (futebolista)
Joseph Harris (Glasgow, 19 de março de 1896 – Glasgow, 29 de outubro de 1933) foi um futebolista profissional escocês que atuava pelo meio-de-campo. Jogou pelas equipes escocesas Strathclyde e Partick Thistle e pelas equipes inglesas Middlesbrough, Newcastle United e York City. Além disso, foi convocado duas vezes pela seleção escocesa em 1921.